# 雛形あきこ
雛形 あきこ（ひながた あきこ、1978年〈昭和53年〉1月27日 - ）は、日本の女優、タレント、元グラビアアイドル。所属事務所はhina。

## 略歴
東京都江戸川区生まれで、両親と弟の4人家族。小学4年生のころに、父親の出奔に伴い東京都足立区西新井へ転居し、それ以降母子家庭として育つ。足立区立興本小学校卒、足立区立扇中学校卒（小学校・中学校共に現足立区立興本扇学園（小中一貫校））、東京都立江北高等学校（定時制）中退。
1992年、中学2年の時にドラマ『おべんきょう』（TBS）で女優デビュー。当時は本名の「明子」名義であり、劇団東俳に所属。劇団時代にイエローキャブ（当時）社長の野田義治に見出され、自宅でスカウトされる。雛形という苗字がめずらしかったので野田は電話帳で自宅を調べて、押しかける形となった。本人曰く「人さらいが来たと思った」。
15歳からグラビア活動を開始し、それ以降数多くのグラビア誌で表紙を飾る。1994年、「フジテレビビジュアルクイーン」に選ばれる。同年、「第10回日本メガネベストドレッサー賞」特別賞を受賞。1996年、「第33回ゴールデン・アロー賞」グラフ賞受賞。1997年、スクーバダイビング関連会社のイメージキャラクターとして、プロのモデルダイバーを務める。また1996年と1997年の11月に、『27時間チャレンジテレビ』（テレビ朝日）のニュースチャレンジステーションのキャスターにも挑戦した。
1995年より『めちゃ²モテたいッ!』にレギュラー出演し、後継番組である『めちゃ²イケてるッ!』も併せて22年間レギュラー出演した。1998年に20歳で最初の結婚をしたのを機にグラビアを卒業し、その後は女優業へシフトするようになりイエローキャブから有限会社サンズへ移籍。
2004年、イエローキャブ・サンズ分裂時のお家騒動では野田義治について行き、株式会社化されたサンズエンタテインメントに引き続き所属。
2008年、東京都交通局日暮里・舎人ライナーの開業へ向け、「地元出身応援団」の1人に選ばれる。
2024年1月15日、所属事務所サンズエンタテインメントからの独立をInstagramで報告。以後は同社が設立する新会社「Thanks」との業務提携により活動を行う。

## 人物
愛称は「ヒナ」など。
家庭を大事にし、どんなに忙しくとも食事の支度をしているという。
好きな食べ物はザクロと唐揚げ。また甘いものやお菓子が好きであり、大量にお菓子を買い込んだり、普段の食事代わりに3食お菓子やデザートだけで過ごす日もあるという。また、好きな和菓子を物色しに自家用車を飛ばしてわざわざ神奈川県の鎌倉まで行くこともある。反対に嫌いな食べ物は白いご飯と豆腐で、本人は「（味のない食べ物の存在する）意味がわからない」としている。
『ダウンタウンDX』（読売テレビ）の"芸能人目撃情報"のコーナーで、視聴者から「雛形さんが渋谷のカフェで消しゴムを噛んでいた」という投稿があった。これに対し本人は、「MONOが一番美味しいんです。歯に食い込む感じがたまらなく好き」という発言で共演者を驚かせた。放送後のブログでは、日頃噛んでいるというMONOの消しゴムが写真付でアップされた。
大竹まことのラジオ番組（下記）に生出演した際、「不幸な匂いのする女」と大竹が自己のイメージを繰り返し述べたことに対し、アシスタントの光浦靖子が、「手作りパンの教室に通っていますよね。すべての教室の中で、手作りパンこそが最高の幸せの象徴」と私生活を明かし、雛形本人も「うちでパンが焼けたらいいな、と思いまして」と語りその事実を認めた。一方、飽き性であり『新世紀エヴァンゲリオン』にはまったり、畑にはまったりといろいろやっているがすぐに投げ出してしまう。パン教室にも同じめちゃイケメンバーの大久保佳代子を誘ったはいいものの、すぐ辞めてしまった。
子供のころは母に勧められて習い始めた日本舞踊が好きだったため、師範になって日舞の教室を開くことが将来の夢だった。

### 私生活
1998年5月、CMディレクター山本一磨と結婚。2000年5月11日に長女を出産すると、ママ友仲間に助けてもらいながら仕事と子育てを両立した（ちなみにママ友仲間とは、現在〈2021年11月〉もとても仲良くしているという）。2003年11月28日に離婚。
2010年、『水戸黄門』（TBS）レギュラー出演。同年7月2日発売の週刊誌『フライデー』にて、俳優の天野浩成との熱愛が報じられ、自身のブログでは「報道の通り、仲良くさせていただいています」とコメント。2013年3月25日、天野と結婚。この天野との結婚に際しては天野側が雛形姓に改姓したことが2018年になってから明らかにされた。
この再婚では結婚式はしなかったが、お互いの親族を伴ってハワイに行った。この時義母からサプライズプレゼントとしてウエディング写真の撮影をしてもらい、後年本人は「ものすごく嬉しかった」と感想を述べている。

## エピソード

### 子供時代
元々明るい性格だったが、先述の通り小学校4年生のころに家庭の事情で引っ越したことや、転校による環境の変化にすぐに馴染めず引っ込み思案な性格になった。そんな中唯一の救いだったのが同じマンションに住む女の子の存在で、当時彼女が劇団東俳に所属していたことからその後雛形も所属することとなった。「この子とできるだけ一緒にいたい」との思いから劇団に所属したため、それまではテレビを見ても芸能界に憧れたことも特定のタレントや歌手に憧れたことも一切なかったという。
中学2年生のころに出演したドラマ『おべんきょう』は、劇団東俳に所属してすぐのころに受けたオーディションに合格したため、芝居の勉強をほとんどしないままの出演となった。しかし本人は「初めての撮影現場は周囲の大人たちに優しく色々と教えられたおかげで演技に気負うことなく楽しく撮影に臨むことができた。今にして思えば本格的な芝居の勉強をしていなかったのが、私にとっては良かったのかなと思います」と回想している。

### グラドル時代
15歳のある日「グラビアの撮影をやってみませんか？」と声をかけてきたのが、当時のイエローキャブの社長・野田義治だった。野田から「まずはグラビアで名前を世に出して、その後例えば芝居がやりたいなら、女優になるところまで持っていくから」と説得されて同事務所への所属を決めた。
グラビア活動を始めると、『週刊ヤングマガジン』（講談社）や『週刊少年サンデー』（小学館）などさまざまな雑誌や媒体で撮影をした。本人によると、撮影現場はいつも和気あいあいとしていて、カメラマンやヘアメイクらスタッフとの信頼関係がバッチリで、セクシーなポーズも自分なりに楽しみながら臨めたという。当時はグラビア撮影のため数え切れないくらい海外（主に温かい地域にある島）に行っており、一番多かったのはサイパンとのこと。
グラドル時代にマンションで初めて一人暮らしをしたが、当時は撮影で忙しかったため、帰宅後はほぼ寝るだけの部屋だったとのこと。17歳で歌手デビューするまではイベントなどでファンに会う機会がなかった。このため本人は、「当時は自分が世間でどのくらい認知されているのか分からなかった」としている。

### 雛ポーズ、女豹のポーズ

#### 雛ポーズ
グラビアでしていた“雛ポーズ”は、当時のグラビアポーズの代名詞となった。このポーズの誕生のきっかけは、新人だったころ水着でのポーズの仕方が分からず困っていると、カメラマンから「じゃあ、カメラを見ながら立ったり座ったりを繰り返して」と言われた。意味が分からないまま指示通りに撮影に臨み、後日雑誌に載ったその写真を見ると“座っている所から立ち上がろうとして膝に手をついている途中経過の姿勢”が多かった。
ほどなくして野田社長が、このポーズを「胸と顔が印象的に見えるポーズ」として気に入り、雛ポーズと呼ばれるようになった。ただし雛形自身はグラビア活動を初めて1年くらい経ったころに、後輩グラドルから「私にも雛形さんがしている“雛ポーズ”をしてほしいってリクエストがすごいんです」と言われるまで、周りから雛ポーズと呼ばれていることは知らなかったという。

#### 女豹のポーズ
“女豹のポーズ”は、雛ポーズと同じくらい有名で、雛形が広めたとされる。ただし本人は、「あのポーズは女豹ではなくネコをイメージしたポーズ」としている。当時主演したドラマ『闇のパープル・アイ』（テレビ朝日）で豹に変身する内容だからなのか、後日グラビア撮影時に「豹っぽいポーズをお願いします」と言われた。
しかし豹をじっくり見たことがないためスタッフに「豹ってどんなポーズをするんですか？」と聞いた。彼から「豹はネコ科だからネコでいいんじゃないですか？」と言われたため、“ネコが伸びをしているイメージ”でポーズし撮影した。その後このポーズは、女豹のポーズとしてファンなどの好評を得て、他のグラドルにも広まった。本人は後年、「グラビア活動は私の原点ですし、どちらのポーズも“雛形あきこ”を世間に認知してもらえた、とても大切なポーズです」と語っている。

### 『めちゃイケ』
『めちゃイケ』で共演したメンバーは、歳を重ねるにつれ仕事でもプライベートでも立場がどんどん変わるのに、この番組の収録の時だけは“番組開始当初の関係に自然と戻る”という不思議な空間だったという。
『めちゃイケ』の放送期間中にフジテレビの本社が新宿・河田町からお台場に引っ越した。完成直前の巨大な球体にメンバー皆で入って大暴れしてしまい、後で怒られて出禁になったとのこと。他にも『めちゃイケ』ではメンバーと共に、番組の外部の人たちから色々と叱られたそうだが、本人は「今となっては何もかもが懐かしい。あれが私の青春時代だった気がします」と回想している。

## 作品
すべてビクターエンタテインメントから発売。

### シングル
|     | 発売日         | タイトル        | 楽曲制作                                     | 最高位 | 備考                                                                                 |
| --- | -------------- | --------------- | -------------------------------------------- | ------ | ------------------------------------------------------------------------------------ |
| 1st | 1995年8月2日   | 笑顔の予感      | 作詞：井上秋緒 作曲：浅倉大介 編曲：浅倉大介 | 28位   |                                                                                      |
| 2nd | 1995年11月1日  | Wonder Girl     | 作詞：麻倉真琴 作曲：浅倉大介 編曲：浅倉大介 | 54位   |                                                                                      |
| 3rd | 1996年2月2日   | 揺れる恋 乙女色 | 作詞：麻倉真琴 作曲：浅倉大介 編曲：浅倉大介 | 42位   | カップリングには「Kitty Day～仔猫になった日～」が収録される                          |
| 4th | 1996年4月24日  | SIX COLORS BOY  | 作詞：麻倉真琴 作曲：浅倉大介 編曲：浅倉大介 | 48位   | アニメ映画『クレヨンしんちゃん ヘンダーランドの大冒険』主題歌 雛形自身も声優に初挑戦 |
| 5th | 1996年6月5日   | Dream-self      | 作詞：井上秋緒 作曲：浅倉大介 編曲：浅倉大介 | 60位   | アサヒ飲料『さわやかぶどう』CMソング                                                 |
| 6th | 1996年10月23日 | DESTINATION     | 作詞：井上秋緒 作曲：浅倉大介 編曲：浅倉大介 | 61位   |                                                                                      |

### アルバム
|      | 発売日         | タイトル                      | 収録曲 | 最高位 |
| ---- | -------------- | ----------------------------- | --- | ------ |
| 1st  | 1996年3月3日   | ヒナ・コレ Hina Collection    | 1. 笑顔の予感 ("Deep"Dream mix.) 2. Wonder Girl ("Deep"Club mix.) 3. 揺れる恋 乙女心 4. Ocean View～海に降る雨～ 5. 笑顔の予感 6. Wonder Girl 7. Kitty Day～仔猫になった日～ 8. 揺れる恋 乙女心 ("Deep"Night mix.) 9. HINA BEATS COLLECTION By D.A.～Non-Stop Dance Style～ （笑顔の予感～揺れる恋 乙女色～Wonder Girl） 10. Kitty Day～hinaがクレイジーキャッツになった日～                                                          | 42位   |
| 2nd  | 1996年11月21日 | ヒナ・コレ2 Hina Collection 2 | 1. DESTINATION 2. FUNKY GAME 3. Dream-self 4. INVISIBLE… 5. SIX COLORS BOY 6. REMAKE IT! 7. REMAKE IT! (NEW/matt-edition/jp.) 8. SIX COLORS BOY (N.O.D.A.Hong Kong mix/“HINA”H.K.RIMIXES) 9. Dream-self (remix for TARA-chan/“HINA”H.K.RIMIXES) 10. DESTINATION (C.Y.Dream mix/“HINA”H.K.RIMIXES) | 73位   |
| Best | 2010年8月18日  | GOLDEN☆BEST                   | 1. 笑顔の予感 2. Wonder Girl 3. 揺れる恋 乙女色 4. SIX COLORS BOY 5. Dream-self (original mix) 6. DESTINATION 7. Kitty Day～仔猫になった日～ 8. Ocean View～海に降る雨～ 9. FUNKY GAME 10. INVISIBLE… 11. REMAKE IT! 12. 笑顔の予感 (Cute Mute Mix) 13. Wonder Girl (Cute Mute Mix) 14. 揺れる恋 乙女色 (“Deep” Night Mix.) 15. SIX COLORS BOY (Cute Matt Mix) 16. Dream-self (summer scramble mix) 17. HINA BEATS COLLECTION by D.A. |        |

### 映像作品
1. Sixteen Candles 雛形あきこ（1994年7月21日、ポニーキャニオン） - PCVC-10306
2. V-hina Super Video Tracks（1996年3月23日、ビクターエンタテインメント） - VHS 及びLDでリリース。2008年11月19日にDVDで再発売。
3. V-hina2 Super Video Tracks（1996年12月18日、ビクターエンタテインメント） - VHS及びLDでリリース。2008年11月19日にDVDで再発売。
4. 「ROOM」（1997年、DREAM SQUARE） - FD版。
5. HINA×HINA Akiko Hinagata DVD Special（1997年7月24日、ビクターエンタテインメント） - DVD

## 出演

### テレビドラマ
- 花王 愛の劇場
  - おべんきょう（1992年2月24日 - 4月10日、TBS）
  - 愛のうた!（2007年10月29日 - 12月28日、TBS） - 主演・黒川（保科）亜紀 役
- 毎度ゴメンなさぁい（1994年7月5日 - 9月20日、TBS） - 沢野あやめ 役
- ママのベッドへいらっしゃい（1994年10月13日 - 12月15日、テレビ朝日） - 水島紀子 役
- 翼をもがれた天使たち（1995年2月14日、日本テレビ） - 主演
- 恋人をつくる100の方法（1995年2月14日 - 3月21日、朝日放送） - 宏美 役
- 月曜ドラマ・イン
  - 最高の恋人（1995年4月17日 - 6月26日、テレビ朝日） - 野口好美 役
  - 花嫁は16才!（1995年10月16日 - 12月18日、テレビ朝日） - 立花久美子 役
  - 闇のパープル・アイ（1996年7月1日 - 9月9日、テレビ朝日） - 初主演・尾崎倫子 役
  - ふたり（1997年、テレビ朝日） - 神永みさこ 役
  - 月下の棋士 第5話（2000年2月14日、テレビ朝日） - 大和岬 役※ゲスト出演
- 金曜エンタテイメント
  - リング 事故か!変死か!4つの命を奪う少女の怨念（1995年8月11日、フジテレビ系） - 大石智子 役
  - 地獄の花嫁シリーズ（1999年 - 2004年、フジテレビ） - 詠未 役
- 好きやねん（1995年7月6日 - 9月21日、読売テレビ） - 太田由佳 役
- 元禄太平記・忠臣蔵討入の助っ人たち（1995年10月7日、テレビ朝日） - おとき 役
- 将太の寿司（1996年4月19日 - 9月20日、フジテレビ） - 富山雅子 役
- ストーカー・誘う女（1997年1月9日 - 3月20日、TBS） - 上原ミチル 役
- 最高の食卓（1997年4月17日 - 6月26日、テレビ朝日） - 佐倉ともみ 役
- フェイス（1997年7月1日 - 9月16日、フジテレビ） - 谷合美里 役
- 聖者の行進（1998年1月9日 - 3月27日、TBS） - 水間妙子 役
- お仕事です!（1998年4月16日 - 7月2日、フジテレビ） - 鴨下ミキ 役
- 女教師（1998年7月2日 - 9月17日、テレビ朝日） - 相沢里美 役
- 仮面の女（1998年10月15日 - 12月17日、TBS） - 主演・南雲ひろ子 役
- ロマンス（1999年4月12日 - 6月28日、読売テレビ） - 矢野ゆり子 役
- てっぺん（1999年7月8日 - 9月16日、テレビ朝日） - 一条志保 役
- ヤマダ一家の辛抱（1999年10月17日 - 12月19日、TBS、東芝日曜劇場） - 山田直子 役
- ただいま（2000年2月16日 - 3月15日、NHK）
- 剣客商売 第3シリーズ 第4話「冬木立」（2001年、フジテレビ / 松竹） - おきみ 役
- ルーキー!「第5話」（2001年5月8日、関西テレビ） - 由紀 役※ゲスト出演
- 金田一少年の事件簿「幽霊客船殺人事件」（2001年7月14・21日、日本テレビ） - 香取洋子 役
- 女難記者・浦上伸介特ダネ事件ファイル（2001年9月19日、テレビ東京、水曜女と愛とミステリー・同月16日、BSジャパン、BS2時間ドラマ女と愛とミステリー） - 美保（カメラマン） 役
- 結婚の条件（2002年3月3日、テレビ朝日）
- 探偵 左文字進（2002年4月8日、TBS） - 小林佳恵 役
- 駆落ち（2002年8月18日、NHK）
- 子連れ狼「第1話」（2002年10月14日、テレビ朝日） - お菊 役
- 最後の弁護人「第5話」（2003年2月12日、日本テレビ） - 熊川麻美 役
- はぐれ刑事純情派（2003年、テレビ朝日 / 東映）第16シリーズ 第13話「秘密の指輪を持つ女」 - 須藤妙子 役
- 動物のお医者さん（2003年4月17日 - 6月26日、テレビ朝日） - 綾小路 役
- 竜馬がゆく（2004年1月2日、テレビ東京） - お冴 役
- 大奥〜第一章〜「第3話」（2004年10月21日、フジテレビ） - 浄光院 役
- 契約結婚（2005年7月4日 - 9月30日、東海テレビ） - 主演・伊吹万砂子（福田、平沢万砂子） 役
- 狩矢警部シリーズ（2005年 - 2015年、山村美紗サスペンス、月曜ミステリー劇場⇒月曜ゴールデン） - 皆川悠子（警部補）役
- 富豪刑事デラックス「第1話・第2話」（2006年4月21・28日、朝日放送・テレビ朝日） - 花里あやめ 役※ゲスト出演
- 私が私であるために（2006年10月10日、日本テレビ、ドラマ・コンプレックス） - 篠原あゆみ 役
- おみやさん5「第2話」（2006年11月2日、テレビ朝日） - 梅村ゆかり 役
- 月曜ゴールデン
  - どケチ弁護士・山田播磨の温泉事件記（2006年11月13日、TBS） - コンパニオンのエツコ 役
  - 離婚妻探偵（2006年11月27日、TBS、月曜ゴールデン） - 栗原みずき 役
    - 離婚妻探偵2（2009年6月15日、TBS、月曜ゴールデン） - 栗原みずき 役

  - 十津川警部シリーズ40 生命（2008年10月13日、TBS、月曜ゴールデン） - 川島裕子 役
  - 自治会長・糸井緋芽子社宅の事件簿(9)（2009年2月16日、TBS、月曜ゴールデン） - 若菜智子 役
  - 緑川警部 VS 33分の勇気（2012年12月17日、TBS、月曜ゴールデン） - 速水五月 役
- どんど晴れ（2007年4月2日 - 9月29日、NHK総合） - 加賀美恵美子 役
- 水曜ミステリー9
  - 警視庁黒豆コンビ4（2007年10月10日、BSジャパン） - 島畑佳苗 役
  - 沖縄リゾート コンシェルジュ具志堅陽子の名推理 歪な密室（2012年7月25日、テレビ東京） - 石河舞子 役
  - トラベルライター青木亜木子2（2014年1月15日、テレビ東京） - 酒井優里 役
  - 信州山岳刑事 道原伝吉シリーズ 第2作 - 第4作（2014年 - 2015年、テレビ東京） - 降旗節子 役
- 4姉妹探偵団「第8話」（2008年3月7日、朝日放送・テレビ朝日） - 山根令那 役※ゲスト出演
- 警視庁捜査一課9係シリーズ
  - 警視庁捜査一課9係 season3 第1話・第5話（2008年4月16日・5月14日、テレビ朝日） - 小倉百合子 役※ゲスト出演
  - 警視庁捜査一課9係 season7 第8話（2012年8月22日、テレビ朝日） - 安達珠子 役※ゲスト出演
- その男、副署長〜京都河原町署事件ファイル〜 第2シリーズ「File.3」（2008年7月17日、テレビ朝日）
- モンスターペアレント「第10話」（2008年9月2日、関西テレビ） - 倉橋智子 役※ゲスト出演
- 肉体の門（2008年12月27日、テレビ朝日） - 美乃 役
- サギ師 リリ子（2009年1月5日 - 4月3日、テレビ東京） - 主演・倉田リリ子 役
- アンタッチャブル〜事件記者・鳴海遼子〜「第6話」（2009年11月20日、朝日放送・テレビ朝日） - 一条千夏 役※ゲスト出演
- 赤かぶ検事 京都篇「第1話」（2010年1月13日、TBS） - 須崎あゆみ 役
- 水戸黄門（TBS / C.A.L）
  - 第41部 第5話「情けを知った刺客の女 -府中-」（2010年5月10日） - 茜 役
  - 第42部 - 第43部（2010年10月 - 2011年12月） - 楓 役
- クラシックミステリー 名曲探偵アマデウス （2010年、NHK）事件ファイル#58  - 風切ハシル 役
- 金曜プレステージ
  - 赤い霊柩車シリーズ29「慟哭の再会」（2012年4月13日、フジテレビ） - 水尾香織 役
  - 警部補・佐々木丈太郎6（2013年10月25日、フジテレビ） - 中川美由紀 役
  - 浅見光彦シリーズ50（2014年4月4日、フジテレビ） - 後閑真知子 役
- 東野圭吾ミステリーズ「第2話 犯人のいない殺人の夜」（2012年7月12日、フジテレビ） - 岸田時枝 役※ゲスト出演
- 京都地検の女 第8シリーズ「第3話」（2012年8月2日、テレビ朝日） - 結城里奈 役※ゲスト出演
- 匿名探偵「第5話」（2012年11月9日、テレビ朝日） - 小川まり 役※ゲスト出演
- 悪夢ちゃん「第8話」（2012年12月1日、日本テレビ） - 樋口紀子 役※ゲスト出演
- 赤川次郎原作 毒<ポイズン>「第11話」（2012年12月13日、読売テレビ） - 秋吉加奈子 役※ゲスト出演
- なるようになるさ。「第8話」（2013年8月30日、TBS） - 大木律子  役※ゲスト出演
- 相棒 season12「第11話」（2014年1月8日、テレビ朝日） - 西牟田叶絵 役
- 天誅〜闇の仕置人〜「第7話」（2014年3月7日、フジテレビ） - 森山佳織 役※ゲスト出演
- 神谷玄次郎捕物控「第3話」（2014年4月18日、NHK BSプレミアム） - おるい 役※ゲスト出演
- 獣医さん、事件ですよ「第4話」（2014年7月24日、読売テレビ） - 小泉里奈 役※ゲスト出演
- そこをなんとか2「第1話」（2014年8月3日、NHK BSプレミアム） - 松井清子 役※ゲスト出演
- ラスト・ドクター〜監察医アキタの検死報告〜「第8話」（2014年9月5日、テレビ東京） - 増田奈美子 役※ゲスト出演
- シンデレラデート（2014年11月3日 - 12月、東海テレビ） - 坂本ひとみ 役
- 天使と悪魔-未解決事件匿名交渉課- 「第3話 エリート官僚怪死事件」（2015年4月24日、テレビ朝日） - 橘沙知絵 役
- 松本清張ミステリー時代劇 「第2話 役者絵」（2015年5月5日、BSジャパン） - 主演・お蝶 役
- 土曜ワイド劇場（テレビ朝日）
  - 逆転弁護（2006年12月9日） - 島津亮子 役
  - 法医学教室の事件ファイル26（2008年5月10日） - 後藤梢 役
  - 拘置所の女医1（2011年3月5日） - 松本由美 役
  - 内田康夫サスペンス・福原警部3（2011年4月23日） - 河島真砂子 役
  - 西村京太郎トラベルミステリー57（2012年1月28日） - 池辺冴子 役
  - 大崎郁三の事件散歩（2012年6月30日） - 大崎可奈子 役
  - 森村誠一の棟居刑事6（2012年11月24日） - 女神麻耶 役
  - 司法教官・穂高美子3（2014年5月31日） - 白鳥ゆり 役
  - 温泉若おかみの殺人推理28（2014年9月13日） - 西村妙子 役
  - タクシードライバーの推理日誌36（2014年12月13日） - 岡江七瀬 役
  - 事件16（2015年5月30日） - 島岡香苗 役
  - 狩矢父娘シリーズ17（2016年1月30日） - 野々村永 役
- 土曜ワイド劇場（朝日放送〈現：朝日放送テレビ〉）
  - 炎の警備隊長・五十嵐杜夫9（2011年7月9日） - 高橋千晶 役
  - 100の資格を持つ女〜ふたりのバツイチ殺人捜査〜9（2015年1月17日） - 藤原奈緒子 役
  - 私は代行屋!4 事件推理請負人（2015年8月22日） - 真田亮子 役
  - 新・ヤメ検の女6（2015年11月7日） - 矢吹真緒 役
  - ショカツの女11（2015年11月21日） - 飯塚秋穂 役
- 陰陽師（2015年9月13日、テレビ朝日） - 荼枳尼 役
- 花燃ゆ（2015年、NHK） - 幾松 役
- 子連れ信兵衛「第2話 髪結い女房の夢」（2015年11月20日、NHK BSプレミアム） - おきぬ 役※ゲスト出演
- スペシャリスト「第2話」（2016年1月21日、テレビ朝日） - 辻岡益美 役※ゲスト出演
- 松本清張スペシャル 一年半待て（2016年4月15日、フジテレビ、金曜プレミアム） - 脇田静代 役[13]
- コック警部の晩餐会「第5話」（2016年11月17日、TBS） - 笠原悦子 役※ゲスト出演
- 人形佐七捕物帳「第7話」（2017年1月1日、BSジャパン） - お仙 役※ゲスト出演
- 増山超能力師事務所「第2話」（2017年1月12日、読売テレビ） - 西条照美 役※ゲスト出演
- アイドル×戦士ミラクルちゅーんず!（2017年4月2日 - 2018年3月25日、テレビ東京） - 鈴原雪江 役
- 重要参考人探偵 「第4話」（2017年11月10日、テレビ朝日） - 紅栞 役
- 監獄のお姫さま（2017年10月 - 12月、TBS） - 横山ユキ 役
- 眠狂四郎 The Final（2018年2月17日、関西テレビ） - 武家の女房 役
- 幸色のワンルーム（2018年7月8日 - 9月23日、朝日放送テレビ） - 幸の母親 役
- 赤ひげ「第8話」（2018年10月20日、NHK BSプレミアム） - おかね 役
- 科捜研の女シーズン18「第2話」（2018年10月25日、テレビ朝日） - 西脇みのり 役
- 山村美紗サスペンス 黒の滑走路5（2019年3月23日、フジテレビ、土曜ワイド） - 新城絵美子 役
- 警視庁機動捜査隊216X「引鉄」（2019年4月1日、TBS） - 内藤真理絵 役
- オトナの土ドラ 仮面同窓会（2019年6月1日 - 7月21日、東海テレビ・フジテレビ） - 上原加奈子 役
- 警視庁ゼロ係〜生活安全課なんでも相談室〜 SEASON4 第2話（2019年7月26日、テレビ東京） - 松井綾子 役
- 特捜9 season3 第2話（2020年4月15日、テレビ朝日） - 柴山里美 役
- 剣樹抄〜光圀公と俺〜 第6話（2021年12月10日、NHK BSプレミアム） - お栄 役
- 家政夫のミタゾノ 第5シリーズ 第2話（2022年4月29日、テレビ朝日） - 三木弥栄子 役
- 僕の大好きな妻!（2022年6月4日 - 7月23日、東海テレビ・フジテレビ） - 加賀貴子 役[14]
- 競争の番人 第7話（2022年8月22日、フジテレビ） - 黒崎美佐子 役[15]
- 刑事7人 SEASON8 第6話（2022年8月17日、テレビ朝日） - 藤島夕美 役
- ウツボラ（2023年3月24日 - 5月12日、WOWOW） - 野宮愛 役[16]
- ゲキカラドウ2 第1話・第11話（2023年4月7日・6月16日、テレビ東京） - 陣内由美 役[17]
- なれの果ての僕ら（2023年6月28日 - 9月13日、テレビ東京） - 夢崎亜夜子 役[18]
- 週末旅の極意〜夫婦ってそんな簡単じゃないもの〜（2023年7月6日 - 8月24日、テレビ東京） - 南千夏 役[19]
- けむたい姉とずるい妹（2023年10月9日 - 11月27日、テレビ東京） - 東郷由里子 役[20]
- 王様戦隊キングオージャー 第37話・第49話（2023年11月19日・2024年2月18日、テレビ朝日） - イロキ 役[21]
- 婚活1000本ノック 第1話（2024年1月17日、フジテレビ） - ミキモト女 / ユキコ 役
- アリバイ崩し承りますスペシャル（2024年4月6日、テレビ朝日） - 宇川蒔絵 役[22]
- 孤独のグルメ2024大晦日スペシャル 太平洋から日本海 五郎、北へ あの人たちの所まで。（2024年12月31日、テレビ東京） - ピッコロレガーロ・ママ 役[23]
- ホンノウスイッチ（2025年1月11日 - 3月15日、テレビ朝日） - 星牧子 役[24]
- 最高のオバハン中島ハルコ スピンオフ〜大谷家の大騒動!in愛知・幸田町〜（2025年3月23日、東海テレビ・フジテレビ） - 大谷袖子 役[25]
- なんで私が神説教 第4話（2025年5月3日、日本テレビ） - 七海真紀 役[26]
- おっさんのパンツがなんだっていいじゃないか!SP（2025年6月28日、東海テレビ・フジテレビ） - 高野舞 役[27]
- 25時、赤坂で Season2（2025年10月2日〈予定〉 - 、テレビ東京） - 羽山はるか 役[28]

### ウェブドラマ
- 日本をゆっくり走ってみたよ 〜あの娘のために日本一周〜（2017年 - 2018年、Amazonプライム・ビデオ） - 美幸 役

### 映画
- 極道の妻たち 地獄の道づれ（2001年、東映）
- 新・空手バカ一代 格闘者（2003年）
- ゴーストシャウト（2004年） - マリコ 役
- 半次郎（2010年） - 藤 役
- BOX 袴田事件 命とは（2010年） - 橋口ちず子 役
- あさひるばん（2013年） - 長友寿美 役
- 平成ライダー対昭和ライダー 仮面ライダー大戦 feat.スーパー戦隊（2014年3月29日） - 葵咲 役
- 悪夢ちゃん The 夢ovie（2014年5月3日、佐久間紀佳監督） - 樋口紀子 役
- ミスムーンライト（2017年2月26日、松本卓也監督）[29]
- 君の笑顔に会いたくて（2017年）
- のみとり侍（2018年） - 斎 役
- スルーシスターズ（2018年、イグロヒデアキ監督）
- 神の発明。悪魔の発明。（2019年1月11日、岩崎登監督）[30]
- 映画 王様戦隊キングオージャー アドベンチャー・ヘブン（2023年7月28日、上堀内佳寿也監督） - イロキ 役[31]
- 18歳のおとなたち（2023年12月2日、佐藤周監督）[32]
- MIRRORLIAR FILMS Season7『Victims』（2025年5月9日、加藤浩次監督） - 松田 役[33][34]
- 映画 おっさんのパンツがなんだっていいじゃないか!（2025年7月4日、二宮崇監督） - 高野舞 役[35]

### 舞台
- ドリス&オレガ「エデンの南」（2002年10月30日 - 11月24日）
- 劇団ノーティーボーイズ「畳屋バラッド」（2003年6月25日 - 29日）
- ドリス&オレガ「大騒動の小さな家」（2004年12月18日 - 2005年2月2日）
- ツキコの月、そしてタンゴ（2006年）
- K.ファウスト（2012年）
- 令嬢と召使（2016年）[36]
- ハウ・トゥー・サクシード（2020年9月4日 - 20日 / 10月3日 - 9日）
  - ハウ・トゥー・サクシード（2021年11月20日 - 12月7日 / 12月14日 - 16日）[37]
- 水戸黄門（2024年11月8日 - ）
- 「新 画狂人北斎」-2025-（2025年10月17日 - 11月27日〈予定〉） - お栄 役[38]

### 劇場アニメ
- クレヨンしんちゃん ヘンダーランドの大冒険（1996年） - 雛形あきこ 役
- それいけ!アンパンマン 勇気の花がひらくとき（1999年） - キララちゃん 役

### ゲーム
- ユーラシアエクスプレス殺人事件（1998年） - 小比木玲子 役

### 吹き替え
- ドクター・フー（2006年） - クロスビー 役

### ラジオドラマ
- 特集オーディオドラマ 「希望」（2013年1月2日、NHK-FM）[39]
- FMシアター 「異人たちとの夏（前・後編）」（2017年7月22日・29日、NHK-FM） - 原田房子 役[40]
- FMシアター 「幕末の絵師 田崎草雲」（2019年12月21日、NHK-FM） - 草雲の妻・菊子 役[41]

### ラジオ
- 雛形あきこのハッピー・メリーゴーラウンド（bayfm）
- 雛形あきこ 今夜もヒナ用心（文化放送）
- 雛形あきこ LOVEマジック（文化放送）
- 雛形あきこ・にゃお（TBSラジオ）
- 清水圭のえぇんちゃうの!?（1995年 TBSラジオ）
- 大竹まこと ゴールデンラジオ（2009年8月20日、文化放送）

### バラエティ
- めちゃ²モテたいッ!（フジテレビ）
- めちゃ²イケてるッ!（フジテレビ）
- 新装開店!SHOW by ショーバイ!!（日本テレビ）準レギュラー
- パー!スリー（テレビ朝日）
- カイカン雛スポ（テレビ朝日）
- 雛かっぱー（テレビ朝日）
- ムキムキ!たまご（テレビ朝日）
- 日本史サスペンス劇場（2008年8月・10月15日、日本テレビ）歴史ドラマ編・淀殿役
- 沸騰ワード10（日本テレビ） - 不定期（天野浩成と共に）
- 朝だ!生です旅サラダ（朝日放送テレビ）- 不定期

### CM
- 日清食品『うどんの乱・そばの乱』（1994年）
- 三菱石油（現ENEOS、1995年)
- アサヒ飲料『さわやかぶどう』（1996年）
- POLA デイリーコスメ「セレスト」（1995年）ROLLYと共演。
- パナソニック（旧松下通信工業）おたっくす(ファックス)、携帯電話、PHS（1997年）
- 明星食品『うまつゆラーメン』（1997年）
- ノッツェ 結婚情報センター イメージキャラクター（1998年）
- JT「飲茶楼」（1999年）鈴木紗理奈と共演。
- ライオン（2001年）「しわすっきりソフランC」
- スパワールド（2008年）坂田利夫と共演。
- あかのれん（2017年）

### 玩具
- 王様戦隊キングオージャー MEMORIALIZE DATA CARD ドゥーガ&ボシマール、カーラス・デハーン&イロキ セット（2025年3月18日）

## 受賞歴
1996年
- 第33回ゴールデン・アロー賞 グラフ賞

1997年
- 第12回ザテレビジョンドラマアカデミー賞 助演女優賞（『ストーカー・誘う女』）[42]

## 書籍

### 写真集
- four Colors（1993年）
- AKIKO（1994年）
- 雛形あきこグラフィティー1994-1996（1996年9月 スコラ）ISBN 978-4796295253
- ヤングサンデー特別編集SaRuパラ 雛形あきこPART1（1997年）
- ヤングサンデー特別編集SaRuパラ 雛形あきこPART2（1997年）
- 橋本雅司 [ほか]撮影『Hina complete : Twentieth anniversary : 雛形あきこ写真集 : Bomb perfect visual scene』学習研究社、1998年4月5日。
- AKIKO HINAGATA 1992-2002（2002年）ISBN 978-4860460532
- Springtime 雛形あきこ（2018年5月16日 双葉社） ISBN 978-4575313581

### エッセイ
- 永久不変（1999年）
- 雛形あきこのダンドリまにゅある〜家事力をスマートに磨く〜（2001年）

### 関連作品
- 漫画「ヒナに胸キュン! イエローキャブ物語」（1996年、橋口隆志作画）